# Mohácsi Duna-híd
A Mohácsi Duna-híd egy tervezett közúti híd a Duna felett Magyarországon, Mohács és Újmohács között.

## Története

### Előzmények
1906-ban Mohács nagyközség képviselőtestülete már tárgyalta egy itt létesítendő közúti híd kezdeményezését.
A Bajai híd építése előtt Mohács is felmerült lehetséges helyszínként, de a célforgalmi számítások nem indokolták.
2009-ben az Országos Hídmérnöki Konferencia kapcsán már úgy írtak a mohácsi hídról, mint amelyről tervek, látványtervek készültek, de elfogadott közútfejlesztési terv hiányában építése lehetetlen.
Az építkezés költségét 2010-ben 26,5 milliárd forintra becsülték.

### Tervezés és építés
2017-ben kormányhatározat rendelte az engedélyezési és kiviteli tervek elkészítését.
A híd és a kapcsolódó úthálózat terveit a Speciálterv Építőmérnöki Kft. készítette, a megbízó a Nemzeti Infrastruktúra Fejlesztő Zrt. volt.
Az építést a tervek szerint 2024-ben kezdik. A beruházás költségét, mely a kapcsolódó úthálózat (az M6-os autópálya és az 51-es főút között 28,8 km hosszú főút) megépítését is magába foglalja, 300–320 milliárd forintra becsülték. A kivitelezési közbeszerzést a Duna Aszfalt Zrt. nyerte nettó 295 milliárd forintos ajánlattal.
A kivitelezés a tervek szerint 2024. októberében indul és 2028 őszéig tart.
Megvalósulásával kiváltja majd a mohácsi kompot, és állandó összeköttetést teremt az M6-os autópálya és az 51-es főút között. Hosszabb távon a tervek szerint az ország déli részén vezető, többek között Pécs és Szeged között kapcsolatot teremtő gyorsforgalmi gyűrű eleme lesz. Ugyanakkor – bár a környéken élők régi vágya egy állandó híd – a várható alacsony forgalom kérdésessé teszi az indokoltságát, a megvalósíthatósági tanulmányt pedig az Építési és Közlekedési Minisztérium 10 évre titkosította.

## Jellemzői
A projekt keretében az 51-es főúthoz Csátaljánál körforgalmú csomóponttal kapcsolódva 19,5 km hosszú irányonként egy forgalmi sávos (a jövőben irányonként két sávos autóúttá fejleszthető) országos főút épül, Sárhát közelében egy további körforgalommal, Újmohácsnál irányonként két sávos osztottpályás kialakítással négy ágú szintbeni csomóponttal. Ezt 2025 januárjában irányonként két sávos útra módosították.
Az irányonként két sávos hármas tagolású (két ártéri híd és egy mederhíd) acélhíd összesen 756 m hosszú lesz.
Mohács és az M6-os autópálya között 8,5 km hosszban 2×2 sávos osztott pályás országos főút épül, részben egy meglévő önkormányzati közút nyomvonalán, részben az 57-es főút nyomvonalán.